# Réaumur (cratère)
Pour les articles homonymes, voir Réaumur.
Réaumur est un Cratère d'impact lunaire situé au nord-ouest de la face visible de la Lune. Il se trouve sur le bord sud de Sinus Medii. Il se trouve au nord-ouest du cratère Hipparchus, à l'est du cratère Flammarion et au sud-ouest du cratère Ptolemaeus. Le contour du cratère Réaumur est grandement érodé. L'intérieur est relativement plat et sans aspérité. La moitié nord se compose d'une série de crêtes basses. La rive sud est entaillée et découpée par de petits cratères d'impact. À l'est, une petite faille s'éloigne et porte le nom de Rima Réaumur.
En 1935, l'Union astronomique internationale lui a attribué le nom de Réaumur en l'honneur du biologiste français René-Antoine Ferchault de Réaumur.

## Cratères satellites
Par convention, les cratères satellites sont identifiés sur les cartes lunaires en plaçant la lettre sur le côté du point central du cratère qui est le plus proche de Réaumur.
| Réaumur | Latitude | Longitude | Diamètre |
| ------- | -------- | --------- | -------- |
| A       | 4.3° S   | 0.2° E    | 16 km    |
| B       | 4.2° S   | 0.9° E    | 5 km     |
| C       | 3.4° S   | 0.2° E    | 5 km     |
| D       | 0.2° S   | 2.8° E    | 4 km     |
| K       | 3.8° S   | 1.0° E    | 7 km     |
| R       | 3.5° S   | 2.1° E    | 14 km    |
| W       | 3.2° S   | 2.8° E    | 3 km     |
| X       | 2.9° S   | 0.6° W    | 5 km     |
| Y       | 1.3° S   | 0.6° E    | 3 km     |